# Phare de Windward Point
Le phare de Windward Point (en espagnol : Faro de Punta Barlovento) est un phare inactif situé dans la base navale américaine de la baie de Guantánamo , sur le littoral sud de la province de Guantánamo, à Cuba.

## Histoire
Le 10 juin 1898, pendant la guerre hispano-américaine, un bataillon de marine américain débarqua à la baie de Guantánamo afin de sécuriser le port. Avec la signature du traité de Paris le 10 décembre 1898, les États-Unis ont pris le contrôle de Porto Rico, de Guam et des Philippines, et Cuba est devenue un protectorat américain jusqu'à son indépendance en 1902. Mais la zone de la baie est restée américaine par un bail à perpétuité. Le phare fut construit en 1904 et émettait un feu rouge fixe visible jusqu'à 2& km.
Le phare de la base navale de la baie de Guantánamo a été désactivé en 1955. Le quartier en bois d'un étage d'origine du gardien de bois abrite une collection historique de la base navale, ouverte aux visiteurs. Le site est accessible et les quartiers des gardiens sont ouverts les samedis et dimanches.
Il a été remplacé par une tour métallique à claire-voie située au sommet de la colline plus en arrière, avec un plan focal de 103 m émettant un clignotement blanc toutes les 5 secondes. Celui-ci a fonctionné de 1988 à 2015.

## Description
Le phare de la base américaine  est une tour cylindrique en acier, avec une galerie et une lanterne de 18 m de haut avec six contreforts. La tour est peinte en blanc et la lanterne est grise.
Identifiant : ARLHS : GTM-001 ; USCG : 3-3337O - Amirauté : J5024 - NGA : 110-13020 .
|                        |
| Base navale américaine |

|          |
| Le phare |

|          |
| Le phare |

### Lien connexe
- Liste des phares de Cuba